# Ковач (Македонски Брод)
Ковач (мкд. Ковач) је насеље у Северној Македонији, у средишњем делу државе. Ковач припада општини Македонски Брод.

## Географија
Насеље Ковач је смештено у средишњем делу Северне Македоније. Од седишта општине, градића Македонски Брод, насеље је удаљено 40 km северно.
Рељеф: Ковач се налази у области Порече, која обухвата средишњи део слика реке Треске. Дато подручје је изразито планинско. Насеље је положено високо, на југоисточним висијама Суве Горе. Надморска висина насеља је приближно 750 метара.
Клима у насељу је планинска због знатне надморске висине.

## Историја
Почетком 20. века, као и Порече, становништво Ковача је било наклоњено српској народној замисли, па се месно становништво у изјашњавало Србима. У месту је 1900. године православни храм посвећен Св. Теодору.
Српска школа је царским решењем од 13. октобра 1898. године добила право на рад, а 1. децембра те године и отворена. Мутевелија (управник) био је мештанин Цоле Јонић, а први учитељ Стојко Јовић такође. Године 1899. било је уписано 48 ђака из места и околине - Бенча, Луишта и Звечана. Била је то 1900. године дворазредна школа, у којој је прослављена школска слава Св. Сава. Светосавску беседу је изговорио учитељ Јовић.

## Становништво
По попису становништва из 2002. године, Ковач је имао 54 становника.
Претежно становништво у насељу су етнички Македонци (100% према последњем попису).
Већинска вероисповест у насељу је православље.